# Jaak Merchez
 (janvier 2016).
Si vous disposez d'ouvrages ou d'articles de référence ou si vous connaissez des sites web de qualité traitant du thème abordé ici, merci de compléter l'article en donnant les références utiles à sa vérifiabilité et en les liant à la section « Notes et références ».
Jaak Merchez est un footballeur belge devenu entraîneur, né le 7 mars 1933 à Louvain (Belgique), et décédé le 15 décembre 2006. 